# Smârdan, Teleorman
Smârdan este un sat în comuna Beciu din județul Teleorman, Muntenia, România. Se află în partea de vest a județului, în Câmpia Găvanu-Burdea. La recensământul din 2002 avea o populație de 479 locuitori.